# Station Grisolles
Station Grisolles is een spoorwegstation in de Franse gemeente Grisolles.